# Pere Joan Porcar
Pere Joan Porcar (Valencia, 1560 - 1629) fue un eclesiástico y escritor del reino de Valencia. Desde 1598 fue beneficiario de la iglesia de San Martín de Valencia. Es autor de un dietario titulado Coses evengudes en la ciutat i regne de Valencia, que se extiende de 1589 a 1628 con un total de 3394 noticias sobre la ciudad y el reino. 
Del dietari de Porcar, James Casey, historiador británico especializado en el reino de Valencia durante la Edad Moderna, ha escrito que se trata de una «obra imprescindible para el conocimiento del ambiente socio-político de la Valencia de la primera mitad del siglo XVII».

## Biografía
Era el hijo del también llamado Pere Joan Porcar, notario, y comenzó la carrera eclesiástica en 1595. En 1614, la documentación nos lo presenta como habitante de una casa en la calle de la Xerea, probablemente la casa señorial heredada de su padre. Se sabe que fue miembro de varias hermandades como la de Nostra Senyora del Roser o la del Santíssim Sagrament.
Mossén Porcar murió en Valencia en una fecha que desconocemos pero que, debido a la documentación legal derivada de ella, debió de ser antes de 1641. La última entrada de su dietari corresponde al 30 de diciembre de 1628, aunque algunas interpolaciones posteriores, hechas con su letra, corresponden al año 1629, quizás el último de su vida.

## Coses evengudes en la ciutat i regne de València
Con este título (en castellano 'Cosas sucedidas en la ciudad y reino de Valencia') Mossén Porcar presenta en forma de diario una compilación de más de tres mil noticias. Aunque el beneficiario de San Martín introduce en él unas pocas noticias de carácter personal, como las referentes a un ahijado o a alguna agresión que él mismo padeció, el autor se muestra en la mayoría de las entradas como un observador externo que presta especial atención a las noticias de la calle: disputas, procesiones, actos religiosos, ceremonias, etc. Joan Fuster en su estudio ya clásico Poetes, moriscos i capellans acusa a Porcar de una «obsesión excesiva por las cosas macabras». 
La visión de Porcar suele ser aséptica y poco participativa. Aunque, en algunas ocasiones vemos su valoración, especialmente cuando se trata de asuntos políticos y religiosos. Porcar amplifica en su dietario las protestas populares contra la casa reinante de los Austrias y contra las elites locales: pasquines, protestas, altercados en las procesiones... Con cierta frecuencia introduce comentarios explícitos, con críticas al estamento nobiliario, las castas reinantes, los jurados de la ciudad de Valencia o los contrafueros que según su óptica afrentan y ofenden al Reino de Valencia. Especialmente famosa es su valoración sobre el papel de los valencianos en las Cortes celebradas en Monzón en 1626, en que se discutió el proyecto de Unión de Armas presentado por el valido de Felipe IV el Conde-Duque de Olivares. Sobre este escribió: «pretén que totes les corones y regnes de Aragó han de ser conforme la de Castella, no obstant los furs y privilegis de dits Regne» ['pretende que todas las coronas y reinos de Aragón tienen que ser conforme a la de Castilla, a pesar de los fueros y privilegios de esos reinos'].

## Refererncias
1. ↑  Casey, 1988, p. 454.
2. ↑  Casey, 1988, p. 456.